# Die Gerichtsmedizinerin
Die Gerichtsmedizinerin ist eine 12-teilige Kriminalserie, die 2005 und 2008 in zwei Staffeln im Abendprogramm von RTL ausgestrahlt wurde. Produzentin war die Studio Hamburg GmbH.

## Inhalt
Dr. Hanna Wildbauer aus Bayern arbeitet am kriminaltechnischen Institut in Hamburg. Eindeutige Fälle sind ihr suspekt, nur komplizierte Todesursachen fordern ihr kriminalistisches Gespür heraus und lassen sie aufblühen. Ihre Kollegen sind unter anderem Dr. Blumenthal und Dr. Horst. Ab Staffel 2 arbeitet sie mit Kriminalhauptkommissar Jan Petersen von der Hamburger Polizei zusammen.

## Sonstiges
Die erste Staffel mit nur vier Folgen wurde ab dem 4. Oktober 2005 wöchentlich an einem Dienstag, dem vorhergehenden Sendeplatz von Im Namen des Gesetzes, ausgestrahlt.
| Datum            | Zuschauer | Zuschauer       | Marktanteil | Marktanteil     | Quelle |
| Datum            | Gesamt    | 14 bis 49 Jahre | Gesamt      | 14 bis 49 Jahre | Quelle |
| ---------------- | --------- | --------------- | ----------- | --------------- | ------ |
| 4. Oktober 2005  | 4,53 Mio. | 2,37 Mio.       | 14,7 %      | 17,4 %          | [ 3 ]  |
| 11. Oktober 2005 | –         | –               | –           | 16,9 %          | [ 4 ]  |
| 18. Oktober 2005 | 3,89 Mio. | –               | –           | 15,4 %          | [ 4 ]  |
| 25. Oktober 2005 | 4,37 Mio. | 2,24 Mio.       | 13,5 %      | 15,9 %          | [ 4 ]  |

Staffel zwei startete erst drei Jahre später, obwohl sie bereits Anfang 2007 abgedreht war. Auch sie lief in wöchentlichem Abstand, Sendetag war diesmal der Donnerstag. Entsprachen bereits die Zuschauerquoten der ersten vier Folgen nicht den Erwartungen der Programmverantwortlichen, so wurde Staffel 2 noch schlechter angenommen.
Zum Auftakt der ersten Staffel bezeichnete Hauptdarstellerin Lisa Fitz in einem Interview mit dem Berliner Kurier ihre Rolle als einen „gelungene[n] Mix aus ‚Schimanski‘ und ‚Bulle von Tölz‘“. Vor Beginn der Dreharbeiten erhielt sie von Wolfgang Eisenmenger Einsicht in die Arbeit der Gerichtsmedizin, während der Dreharbeiten standen dem Filmteam zwei weitere medizinische Experten zur Seite.

## Episodenliste

### Staffel 1
| Nr. (gesamt) | Nr. (Staffel) | Erstausstrahlung | Titel                   | Autor(en)                  | Regie        | Gastschauspieler (Auswahl)                                                                                    |
| ------------ | ------------- | ---------------- | ----------------------- | -------------------------- | ------------ | --- |
| 1            | 1             | 4. Oktober 2005  | Der Sohn des Mörders    | Dirk Ahner, Stefan Holtz   | Ulli Baumann | Franz Dinda, Julian Weigend, Birke Bruck, Lilia Lehner                                                        |
| 2            | 2             | 11. Oktober 2005 | Die letzte Reise        | Marc Blöhbaum              | Ulli Baumann | Theresa Scholze, Numan Acar, Kai Helm, Heidrun Gärtner                                                        |
| 3            | 3             | 18. Oktober 2005 | Tod aus heiterem Himmel | Hinrich Brüning            | Ulli Baumann | Stephan Kampwirth, Yvonne Johna, Julika Jenkins, Jean-Pierre Le Roy, Christoph Hagen Dittmann, Judith Rosmair |
| 4            | 4             | 23. Oktober 2005 | Per Anhalter in den Tod | Marc Blöhbaum, Elke Schuch | Ulli Baumann | Kai Ivo Baulitz, Katrin Pollitt, Stephanie Japp, Milena Tscharntke                                            |

### Staffel 2
| Nr. (gesamt) | Nr. (Staffel) | Erstausstrahlung  | Titel                   | Autor(en)                               | Regie           | Gastschauspieler (Auswahl)                                                               |
| ------------ | ------------- | ----------------- | ----------------------- | --------------------------------------- | --------------- | ---------------------------------------------------------------------------------------- |
| 5            | 1             | 16. Oktober 2008  | Namenlos                | Matthias Herbert                        | Thomas Stiller  | Iris Böhm, Despina Pajanou, Tamara Simunovic, Aleksandar Jovanovic, Merab Ninidse        |
| 6            | 2             | 23. Oktober 2008  | Mord nach Stundenplan   | Matthias Herbert                        | Thomas Stiller  | Constantin von Jascheroff, Elisabeth Lanz, Nina Gummich, Marlon Kittel, Matthias Dittmer |
| 7            | 3             | 30. Oktober 2008  | Jenny                   | Martin Pristl, Dirk Ahner, Stefan Holtz | Marc Hertel     | Yasmin Asadie, Enno Hesse, Carolyn Genzkow, Dagmar Leesch, Sven Fricke                   |
| 8            | 4             | 6. November 2008  | Über den Wolken         | Martin Pristl                           | Gero Weinreuter | Andreas Guenther, Esther Zimmering, Thorsten Nindel, Ingrit Dohse, Jana Schulz           |
| 9            | 5             | 13. November 2008 | Der letzte Beweis       | Martin Pristl, Renate Ziemer            | Gero Weinreuter | Jörg Pose, Werner Wölbern, Fjodor Olev, Christoph Tomanek, Peter Jordan                  |
| 10           | 6             | 27. November 2008 | Der Idiot               | Martin Pristl, Uwe Petzold              | Gero Weinreuter | Marek Harloff, Tessa Mittelstaedt, Peter Moltzen, Mareike Fell, Thomas Darchinger        |
| 11           | 7             | 4. Dezember 2008  | Schlaf Kindlein, schlaf | Martin Pristl                           | Gero Weinreuter | Marleen Lohse, Max Herbrechter, Esther Esche, Jennifer Ulrich, Michael Benthin           |
| 12           | 8             | 11. Dezember 2008 | Ein Häuflein Asche      | Martin Pristl                           | Peter Patzak    | Margarita Breitkreiz, Stephan Schad, Dirk S. Greis                                       |